# 3-я воздушная армия (СССР)
3-я воздушная армия (3 ВА) — воздушная армия Вооружённых сил СССР во время Великой Отечественной войны. Сформирована 16 мая 1942 года приказом НКО от 5 мая 1942 года на базе ВВС Калининского фронта.

## История наименований
- ВВС Калининского фронта[2] (с 17 октября 1941 года);
- 3-я воздушная армия (5 мая 1942 года);
- 1-я воздушная армия дальней авиации (9 апреля 1946 года);
- 50-я воздушная армия дальней авиации (20 февраля 1949 года);
- 50-я ракетная армия (1 августа 1960 года);
- Войсковая часть 49707 (до 04.1946 г.).
- Войсковая часть 55135 (после 04.1946 г.).

## Боевой путь
Боевые действия начала в июле 1942 года в оборонительной операции в районе города Белый, затем участвовала в Ржевско-Сычевской и Великолукской операциях.
В феврале 1943 года ряд её соединений оказывал поддержку войскам Северо-Западного фронта при ликвидации Демянского плацдарма противника.
В дальнейшем в составе Калининского (20 октября 1943 года переименован в 1-й Прибалтийский) фронта принимала участие в Смоленской, Невельской, Городокской, Витебской, Белорусской и Прибалтийской наступательных операциях.
В феврале 1945 года на кёнигсбергском направлении вошла в оперативное подчинение командования 1-й воздушной армии 3-го Белорусского фронта и участвовала в Восточно-Прусской наступательной операции.
С 5 мая 1945 года передана в оперативное подчинение командования войсками Ленинградского фронта и совместно с 15-й воздушной армией принимала участие в блокаде группировки противника на Курляндском полуострове.
Всего за годы войны 3 ВА совершила около 200 тысяч самолёто-вылетов, уничтожив на земле и в воздухе 4 000 вражеских самолётов. Тысячи её воинов награждены орденами и медалями, многим лётчикам и штурманам присвоено звание Героя Советского Союза, а И. Ф. Павлов и А. С. Смирнов удостоены этого звания дважды.

## Переформирование армии
В апреле 1946 года управление воздушной армии переформировано в управление 1-й воздушной армии дальней авиации.

## Подчинение
С момента образования армия входила в состав Калининского фронта.

В феврале 1943 часть соединений оказывала поддержку Северо-Западному фронту. 20 октября 1943 года Калининский фронт был переименован в 1-й Прибалтийский.

В феврале 1945 армия вошла в состав Земландской группы войск 3-го Белорусского фронта. 

С 5 мая 1945 передана в оперативное подчинение Ленинградского фронта.
С 24 июля 1945 года в составе Ленинградского военного округа. В начале 1946 года части и соединения армии переданы в состав 15-й воздушной армии, а на базе оставшихся сформирована 1-я воздушная армия дальней авиации.

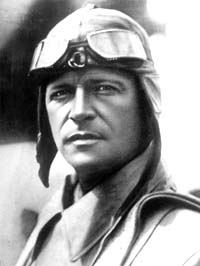
Командующий 3-й ВА Громов Михаил Михайлович

## Командный состав[3][4][5]

### Командующие армией
- генерал-майор, генерал-лейтенант авиации Громов Михаил Михайлович (5 мая 1942 — 26 мая 1943),
- генерал-майор авиации, генерал-лейтенант авиации, генерал-полковник авиации Николай Филиппович Папивин (26 мая 1943 — 9 апреля 1946).

### Начальники штаба
- 05.05.1942 — генерал-майор, генерал-лейтенант авиации Н. П. Дагаев
- 022.04.1946 — генерал-майор, генерал-лейтенант авиации К. И. Тельнов

### Заместители командующего по политчасти
- 05.05.1942 — полковой комиссар, бригадный комиссар,, полковник, генерал-майор авиации Н. П. Бабак

## Состав
4 июня 1942 года приказом командующего войсками Калининского фронта генерала Конева № орг/0062 был определён состав 3-й воздушной армии Калининского фронта. Приказ гласил:

Во исполнение приказа НКО СССР № 00122 от 12.06.42 объявляю боевой состав 3-й ВА:
- 209, 210, 256 истребительные ад,
- 211 бомбардировочная ад,
- 212, 264 штурмовые ад,
- части, подчиняющиеся непосредственно командующему 3-й ВА:
  - 617, 697 ап ночных бомбардировщиков;
  - 887 транспортный ап;
  - 5-й смешанный учебно-тренировочный ап.

Формирование произвести на базе частей 3 и 4 ударных армий, 22, 29, 30, 31 и 39 армий.— Приказ № орг/0062 от 04.06.1942 г.
| - 209-я истребительная авиационная дивизия - 210-я истребительная авиационная дивизия - 256-я истребительная авиационная дивизия - 212-я штурмовая авиационная дивизия - 264-я штурмовая авиационная дивизия - 211-я бомбардировочная авиационная дивизия |

| - 1-й бомбардировочный авиационный корпус - 263-я бомбардировочная авиационная дивизия - 293-я бомбардировочная авиационная дивизия - 1-й штурмовой авиационный корпус - 264-я штурмовая авиационная дивизия - 266-я штурмовая авиационная дивизия - 292-я штурмовая авиационная дивизия - 2-й штурмовой авиационный корпус - 231-я штурмовая авиационная дивизия - 232-я штурмовая авиационная дивизия - 1-й истребительный авиационный корпус - 274-я истребительная авиационная дивизия - 2-й истребительный авиационный корпус - 209-я истребительная авиационная дивизия - 215-я истребительная авиационная дивизия - 256-я истребительная авиационная дивизия - 222-я штурмовая авиационная дивизия |

| Боевой состав на 1 января 1943 года: - 1-й бомбардировочный авиационный корпус - 263-я бомбардировочная авиационная дивизия - 293-я бомбардировочная авиационная дивизия - 1-й штурмовой авиационный корпус - 266-я штурмовая авиационная дивизия - 292-я штурмовая авиационная дивизия - 2-й штурмовой авиационный корпус - 231-я штурмовая авиационная дивизия - 232-я штурмовая авиационная дивизия - 1-й истребительный авиационный корпус - 210-я истребительная авиационная дивизия - 274-я истребительная авиационная дивизия - 211-я бомбардировочная авиационная дивизия - 212-я штурмовая авиационная дивизия - 256-я истребительная авиационная дивизия - 6-й гвардейский штурмовой авиационный полк - 11-й дальнеразведывательный авиационный полк - 132-й бомбардировочный авиационный полк - 930-й легкобомбардировочный авиационный полк - 195-й смешанный авиационный полк - 648-й смешанный авиационный полк - 708-й смешанный авиационный полк - 881-й смешанный авиационный полк - 882-й смешанный авиационный полк - 883-й смешанный авиационный полк - 887-й транспортный авиационный полк - 13-я корректировочная авиационная эскадрилья - 36-я корректировочная авиационная эскадрилья - 44-я корректировочная авиационная эскадрилья |

| Боевой состав на 1 февраля 1943 года: - 1-й штурмовой авиационный корпус - 266-я штурмовая авиационная дивизия - 292-я штурмовая авиационная дивизия - 2-й штурмовой авиационный корпус - 231-я штурмовая авиационная дивизия - 1-й истребительный авиационный корпус - 210-я истребительная авиационная дивизия - 274-я истребительная авиационная дивизия - 211-я ночная бомбардировочная авиационная дивизия - 212-я штурмовая авиационная дивизия - 256-я истребительная авиационная дивизия - 6-й гвардейский штурмовой авиационный полк - 11-й отдельный разведывательный авиационный полк - 132-й бомбардировочный авиационный полк - 195-й смешанный авиационный полк - 648-й смешанный авиационный полк - 708-й смешанный авиационный полк - 881-й смешанный авиационный полк - 882-й смешанный авиационный полк - 883-й смешанный авиационный полк - 887-й транспортный авиационный полк - 13-я корректировочная авиационная эскадрилья - 36-я корректировочная авиационная эскадрилья |

| Боевой состав на 1 марта 1943 года: - 1-й штурмовой авиационный корпус - 266-я штурмовая авиационная дивизия - 292-я штурмовая авиационная дивизия - 2-й штурмовой авиационный корпус - 231-я штурмовая авиационная дивизия - 1-й истребительный авиационный корпус - 210-я истребительная авиационная дивизия - 274-я истребительная авиационная дивизия - 2-й истребительный авиационный корпус - 209-я истребительная авиационная дивизия - 215-я истребительная авиационная дивизия - 211-я ночная бомбардировочная авиационная дивизия - 212-я штурмовая авиационная дивизия - 256-я истребительная авиационная дивизия - 6-й гвардейский штурмовой авиационный полк - 11-й отдельный разведывательный авиационный полк - 195-й смешанный авиационный полк - 648-й смешанный авиационный полк - 708-й смешанный авиационный полк - 881-й смешанный авиационный полк - 882-й смешанный авиационный полк - 883-й смешанный авиационный полк - 887-й транспортный авиационный полк - 13-я корректировочная авиационная эскадрилья - 36-я корректировочная авиационная эскадрилья |

| - 11-й истребительный авиационный корпус: - 5-я гвардейская истребительная авиационная дивизия; - 190-я истребительная авиационная дивизия; - 3-я гвардейская бомбардировочная авиационная дивизия; - 326-я бомбардировочная авиационная дивизия; - 314-я ночная бомбардировочная авиационная дивизия; - 211-я штурмовая авиационная дивизия; - 335-я штурмовая авиационная дивизия; - 259-я истребительная авиационная дивизия; - 6-й гвардейский штурмовой авиационный полк; - 11-й отдельный разведывательный авиационный полк; - 206-й отдельный корректировочный разведывательный авиационный полк; - 87-й санитарный авиационный полк; - 763-й транспортный авиационный полк; - 399-й авиационный полк связи. |

С 12.07.1942 г. в оперативном подчинении воздушной армии находился 105-й отдельный гвардейский авиационный полк Гражданского воздушного флота СССР, привлеченный для обеспечения операций Действующей армии.

## Участие в операциях и битвах
- Оборонительная операция в районе города Белый — со 2 июля 1942 года по 27 июля 1942 года.
- Ржевско-Зубцовская операция — с 30 июля 1942 года по 15 сентября 1942 года.
- Великолукская наступательная операция — с 24 ноября 1942 года по 20 января 1943 года.
- Ржевско-Вяземская наступательная операция — со 2 марта 1943 года по 31 марта 1943 года.
- Смоленская стратегическая наступательная операция (Операция «Суворов»):
  - Духовщинско-Демидовская наступательная операция — с 4 сентября 1943 года по 2 октября 1943 года.
  - Духовщино-Велижская наступательная операция — с 13 августа 1943 года по 12 октября 1943 года.
- Невельско-Городокская наступательная операция
  - Невельская наступательная операция — с 6 октября 1943 года по 31 декабря 1943 года.
  - Городокская операция — с 13 декабря 1943 года по 31 декабря 1943 года.
- Первая Витебская операция — с 8 ноября 1943 года по 17 ноября 1943 года.
- Витебская наступательная операция — с 3 февраля 1943 года по 13 марта 1943 года.
- Белорусская стратегическая наступательная операция (Операция «Багратион»)
  - Минская операция — с 29 июня 1944 года по 4 июля 1944 года.
  - Полоцкая наступательная операция — с 29 июня 1944 года по 4 июля 1944 года.
  - Шяуляйская наступательная операция — с 5 июля 1944 года по 31 июля 1944 года.
  - Витебско-Оршанская наступательная операция — с 23 июня 1944 года по 28 июня 1944 года.
- Прибалтийская стратегическая наступательная операция
  - Рижская наступательная операция — с 14 сентября 1944 года по 21 октября 1944 года.
  - Мемельская наступательная операция — с 5 октября 1944 года по 22 октября 1944 года.
  - Либавская операция — с 19 ноября 1944 года по 28 декабря 1944 года.
  - Наступательная операция по разгрому группировки противника в районе Клайпеды — с 25 января 1945 года по 4 февраля 1945 года.
- Восточно-Прусская стратегическая наступательная операция
  - Штурм Кёнигсберга — с 6 апреля 1945 года по 9 апреля 1945 года.
  - Земландская наступательная операция — с 13 апреля 1945 года по 25 апреля 1945 года.

## Герои Советского Союза

### Дважды Герои Советского Союза
Гвардии капитан Павлов Иван Фомич

 Гвардии майор Смирнов Алексей Семенович

### Герои Советского Союза
| А Старший лейтенант Андреев Петр Кузьмич Гвардии старший лейтенант Анискин Александр Дмитриевич Гвардии старший лейтенант Аргунов Николай Филиппович Капитан Арефьев Петр Алексеевич Капитан Афанасьев Борис Михайлович Старший лейтенант Афанасьев Михаил Денисович Б Гвардии старший лейтенант Баленко Николай Филиппович Старший лейтенант Баранов Иван Ефимович Капитан Бахвалов Георгий Павлович Лейтенант Бережков Николай Борисович Гвардии капитан Березуцкий Иван Михайлович Старший лейтенант Бирюков Василий Николаевич Старший лейтенант Болотов Василий Гаврилович Старший лейтенант Булгаков Андрей Пантелеевич Гвардии младший лейтенант Быковский Евгений Власович В Капитан Вакульский Александр Васильевич Гвардии майор Витковский Иван Петрович Гвардии майор Воронько Александр Григорьевич Младший лейтенант Вострухин Петр Михайлович Г Майор Гаврилов Владимир Яковлевич Гвардии старший лейтенант Гарам Михаил Александрович Младший лейтенант Гаранин Владимир Иванович Лейтенант Гашков Алексей Вениаминович Лейтенант Герман Григорий Иванович Капитан Глебов Михаил Максимович Капитан Глухих Иван Михайлович Гвардии майор Городничев Николай Павлович Лейтенант Гражданинов Павел Андреевич Майор Гудков Дмитрий Васильевич Гвардии младший лейтенант Гуськов Гавриил Гаврилович Д Майор Денисов Георгий Михайлович Гвардии старший лейтенант Денчик Николай Федорович Гвардии капитан Дергач Алексей Николаевич Гвардии старший лейтенант Джунковская (Маркова) Галина Ивановна Гвардии капитан Дзюба Петр Петрович Гвардии капитан Долина (Мельникова) Мария Ивановна Старший лейтенант Дьяков Петр Михайлович Е Старший лейтенант Егоров Василий Васильевич Гвардии майор Елкин Виктор Дмитриевич Старший лейтенант Ермилов Павел Александрович Гвардии капитан Ефремов Василий Васильевич Гвардии старший лейтенант Забегайло Иван Игнатьевич Гвардии лейтенант Заикин Сергей Яковлевич Гвардии майор Зайцев Василий Александрович Старший лейтенант Зайцев Василий Георгиевич Гвардии подполковник Заклепа Кирилл Петрович Старший лейтенант Зевахин Михаил Степанович Гвардии старший лейтенант Зиборов Василий Михайлович Гвардии полковник Зимин Георгий Васильевич Гвардии капитан Зубкова Антонина Леонтьевна Майор Зудилов Василий Федорович Младший лейтенант Зудилов Иван Сергеевич Капитан Зуев Гаврил Прохорович Генерал-майор авиации Иванов Георгий Александрович Старший лейтенант Иванов Константин Васильевич Гвардии старший лейтенант Инасаридзе Георгий Моисеевич Лейтенант Карабулин Николай Михайлович Старший лейтенант Кирьянов Константин Андрианович Гвардии майор Кисляков Анатолий Васильевич Майор Клещев Иван Иванович Капитан Ковальчик Станислав Михайлович Старший лейтенант Ковац Петр Семенович Гвардии старший лейтенант Колядин Виктор Иванович Старший лейтенант Комарицкий Григория Кириллович Старший лейтенант Комлев Петр Александрович Гвардии капитан Кондратюк Александр Александрович Гвардии старшина Копейкин Игорь Валентинович Младший лейтенант Коробкин Василий Ильич Гвардии старший лейтенант Котов Александр Григорьевич Капитан Кравцов Алексей Савельевич Гвардии старший лейтенант Кузнецов Василий Александрович Гвардии старший лейтенант Кузьмин Валентин Сергеевич Гвардии капитан Кулиев Адиль Гусейнович Гвардии майор Лагутенко Иван Никитович Гвардии майор Лихобабин Иван Дмитриевич Гвардии капитан Люлин Сергей Михайлович Лейтенант Ляхов Яков Яковлевич Гвардии капитан Мазурин Федор Макарович Майор Макаров Николай Григорьевич Лейтенант Макаров Сергей Васильевич Гвардии майор Маношин Константин Васильевич Лейтенант Маркелов Николай Данилович Гвардии старший лейтенант Марков Алексей Иванович Гвардии лейтенант Машанин Григорий Михайлович Гвардии майор Медведев Александр Николаевич Гвардии капитан Мещеряков Иван Иванович Старший лейтенант Миронов Александр Ильич Гвардии лейтенант Михайлов Евгений Витальевич Старший лейтенант Мосиенко Сергей Иванович Старший лейтенант Мотков Петр Иванович Капитан Мотуз Иван Фомич Старший лейтенант Муравьев Павел Игнатьевич [189] Гвардии майор Мусиенко Иван Александрович Лейтенант Мусинский Николай Степанович Старший лейтенант Некрасов Владимир Петрович Гвардии капитан Нечаев Вячеслав Филиппович Старшина Новиков Александр Евдокимович Старший лейтенант Онуфриенко Григорий Денисович Гвардии старший лейтенант Орехов Владимир Александрович Старший лейтенант Орлов Яков Никифорович Гвардии младший лейтенант Павлов Николай Дмитриевич Капитан Падалко Борис Михайлович Лейтенант Панов Анатолий Дмитриевич Генерал-полковник авиации Папивин Николай Филиппович Гвардии старший лейтенант Пасько Николай Федорович Гвардии майор Пашкевич Алексей Васильевич Лейтенант Платонов Николай Евтихиевич Майор Полевой Иван Степанович Майор Помукчинский Дмитрий Иванович Гвардии старший лейтенант Попов Андрей Иванович Гвардии капитан Пущин Михаил Николаевич Старший лейтенант Руднов Аркадий Андреевич Капитан Русанов Иван Ефимович Гвардии старший лейтенант Савельев Василий Антонович Старший лейтенант Садчиков Федор Ильич Капитан Саевич Тимофей Александрович Лейтенант Саломатин Михаил Иванович Гвардии капитан Самохин Николай Ермолаевич Капитан Самсонов Павел Владимирович Старший лейтенант Свирчевский Владимир Степанович Гвардии старший лейтенант Селягин Иван Николаевич Старший лейтенант Семенов Владимир Федорович Капитан Сиротин Вячеслав Федорович Гвардии старший лейтенант Смирнов Анатолий Васильевич Гвардии старший лейтенант Соловьев Виталий Ефимович Гвардии лейтенант Сомов Иван Константинович Лейтенант Стригунов Василий Степанович Гвардии капитан Судаков Владимир Константинович Старший лейтенант Сухачев Владимир Павлович Лейтенант Сыромятников Сергей Васильевич Гвардии старший лейтенант Тарасов Дмитрий Васильевич Капитан Тихонов Николай Викторович Лейтенант Федоричев Николай Филиппович Майор Федотов Андрей Андреевич Гвардии майор Федутенко Надежда Никифоровна Гвардии капитан Фомичева Клавдия Яковлевна Капитан Xассин Виктор Яковлевич Старший лейтенант Холодов Иван Михайлович Гвардии лейтенант Хользунов Алексей Иванович Лейтенант Чернобай Андрей Петрович Старший лейтенант Чувин Николай Иванович Гвардии старший лейтенант Шабельников Иван Сергеевич Старший лейтенант Шаров Павел Степанович Гвардии майор Шкулепов Алексей Пантелеевич Лейтенант Якубов Илья Фомич Гвардий старший лейтенант Янковский Степан Григорьевич |

## Воздушный таран
- Литвинов, Фёдор Иванович — младший лейтенант, командир звена 230-го штурмового авиационного полка 232-й штурмовой авиационной дивизии 2-го Штурмового Авиационного Корпуса 15 января 1943 г. на Ленинградском фронте таранным ударом штурмовика сбил вражеский истребитель; произвел посадку. Награждён орденом Отечественной войны 1 степени.

## Исторические факты
После выхода в 1943 году советского художественного фильма «Воздушный извозчик» актёры Михаил Жаров и Людмила Целиковская провели три месяца в расположении 3-й воздушной армии, выступая перед лётчиками, а увиденный Жаровым ложный аэродром армии послужил впоследствии основой сюжета художественного фильма «Беспокойное хозяйство» 1946 года. Михаил Громов тогда сказал:

Ложный аэродром — это как будто пустяк, бутафория, а сколько полезного делает в войне это хозяйство, отвлекая противника, сбивая его с толку и привлекая огонь на себя. Вот уж поистине беспокойное хозяйство!